# Fernandel, scopa e pennel
Fernandel, scopa e pennel (Cocagne) è un film del 1961 diretto da Maurice Cloche.